# إيمري كيمني
إيمري كيمني (بالمجرية: Kemény Imre)‏ هو مجدف مجري، ولد في 24 أغسطس 1931 في بودابست في المجر.

## وصلات خارجية
- إيمري كيمني على موقع الاتحاد الدولي للتجديف (الإنجليزية)
- إيمري كيمني على موقع أوليمبيديا (الإنجليزية)